# تنگیو
تنگیو (به ژاپنی: 天慶 Tengyō)؛ نام یک عصر تاریخی ژاپنی (نِنگُو) بود. این عصر بعد از جوهی و قبل از تنریاکو قرار داشت و از مه ۹۳۸ تا آوریل ۹۴۷ میلادی به طول انجامید. در طی این عصر امپراتور سوزاکو و امپراتور موراکامی حکمران ژاپن بودند.